# Strobilanthes stramineus
Strobilanthes stramineus är en akantusväxtart som beskrevs av W. W. Smith. Strobilanthes stramineus ingår i släktet Strobilanthes och familjen akantusväxter. Inga underarter finns listade i Catalogue of Life.